# Mangora campeche
Mangora campeche är en spindelart som beskrevs av Levi 2005. Mangora campeche ingår i släktet Mangora och familjen hjulspindlar. Inga underarter finns listade i Catalogue of Life.